# Voetventiel
Een voetventiel of onderblok is een afsluiter die aan de uitstroomzijde van een radiator van een cv-installatie wordt geplaatst. Een voetventiel kan worden gebruikt om de radiator los te nemen voor onderhoud of vervanging zonder dat de gehele installatie moet worden afgetapt. Om dat te kunnen doen worden zowel de radiatorkraan als het voetventiel afgesloten. Ook kan er een regelkraan in zijn ingebouwd waarmee het debiet van het warme water kan worden gereduceerd. Tijdens het waterzijdig inregelen van de installatie wordt deze regelkraan afgesteld. De naam voetventiel geeft aan dat dit ventiel zich aan de onderzijde (de voet) van een radiator bevindt, maar bij een vloerverwarming kan ook een voetventiel zijn geplaatst aan de uitstroomzijde.
Ook bij tuinpompen wordt gebruikgemaakt van een voetventiel, vaak heeft deze ook een zeef. Dit voetventiel bevindt zich dan aan het einde van de aanzuigslang. De aanzuigslang wordt met voetventiel in een vijver of watertank ondergedompeld. De functie van dit voetventiel is om het water niet te laten terugstromen uit de aanzuigslang. Bij het (automatisch) inschakelen van de pomp beschikt deze direct over water en hoeft niet eerst de aanzuigslang opnieuw volgezogen te worden. Zo hoeft de pomp ook niet telkens ontlucht te worden en is het mogelijk dat de pomp zich boven de waterspiegel bevindt.